# Claudia Llosa
Claudia María Llosa Bueno (Lima, 5 de noviembre de 1976) es una directora de cine y escritora peruana afincada en Barcelona, especialmente conocida por la película La teta asustada.

## Biografía
Es hija de la artista Patricia Bueno Risso y del ingeniero Alejandro Llosa García. Tiene dos hermanas, Patricia y Andrea. Estudió en el Newton College, una vez graduada ingresó a la Universidad de Lima, donde se licenció en Dirección de Cine; en 1998, continuó sus estudios en la Universidad de Nueva York y en Sundance. También estudió un Máster en Guion Cinematográfico en la Escuela Universitaria de Artes TAI en Madrid. Afincada en Barcelona, en el barrio de Gracia desde principios de los años 2000.
Tras su etapa de estudiante inició su vida profesional en una empresa de publicidad que le sirvió también para aprender el oficio que está detrás de la distribución y difusión de sus obras.
Su ópera prima, Madeinusa, fue premiada (antes del rodaje) por el guion en 2003, en el Festival de La Habana, por ello se le concedió, en 2004, una beca de la Fundación Carolina y Casa de América al Curso de Desarrollo de Proyectos Cinematográficos Iberoamericanos. Tras realizar un máster en Madrid, dirigió Madeinusa, filme rodado en los Andes peruanos con el que consiguió diversos galardones tales como Sundance, Róterdam y Mar de Plata.
Su segunda película, La teta asustada, se estrenó en la edición 2009, del Festival Internacional de Cine de Berlín, donde obtuvo el Premio de la Federación Internacional de la Prensa Cinematográfica (FIPRESCI) y luego el Oso de oro, el cual es el máximo galardón otorgado por la Berlinale. Luego fue estrenada en España, y finalmente en el Perú. A lo largo del y 2010, recibe diversos premios por dicha película en diferentes festivales internacionales. A principios de 2010, esta película fue nominada para el Óscar en la categoría "Mejor película en idioma extranjero".
En el año 2010, participó en la exposición (D)efecto Barroco, Políticas de la imagen hispana, impulsada por el Centro de Cultura Contemporánea de Barcelona, con el cortometraje El niño pepita, producción visual dirigida a analizar la función de la imagen "mágica" en un contexto de saturación mediática.
Como parte del proyecto Fronteras, una serie de cortos latinoamericanos producidos por la televisora de cable TNT, presentó, a finales de 2011, el cortometraje Loxoro, que trata sobre las fronteras entre lo masculino y lo femenino en la comunidad gay y transexual en el Perú. El loxoro es un lenguaje cifrado con aspecto de dialecto de la comunidad transexual peruana utilizado como autoprotección.
En 2013 debuta como escritora con el cuento "La guerra de cristal" inspirado en su hijo Alec.
En 2014 presentó su primer trabajo cinematográfico en inglés, Aloft (No llores, vuela) protagonizada por Cillian Murphy, Jennifer Connelly y Mélanie Laurent que inauguró el Festival de Málaga en el 2014, donde obtuvo el premio a la mejor fotografía.
En 2017 fue reconocida con el Premio Eloy de la Iglesia del Festival de Cine Español de Málaga que reconoce a los realizadores más osados e inclasificables.

## Vida personal
Es sobrina del escritor, periodista y político peruano Mario Vargas Llosa, ganador del Premio Nobel de Literatura y del también director de cine Luis Llosa. Desde principios del año 2000 vive en Barcelona.

## Filmografía

### Cortometrajes
- El niño pepita (2010)
- Loxoro (2011)

### Largometrajes
- Madeinusa (2006)
- La teta asustada (2009)
- No llores, vuela (2014)
- Distancia de rescate (2021)

## Publicaciones
- La guerra de cristal (2013) Editorial Bruño

## Premios y distinciones
Premios Óscar
| Año  | Categoría                 | Película         | Resultado |
| ---- | ------------------------- | ---------------- | --------- |
| 2010 | Mejor película extranjera | La teta asustada | Nominada  |

| Año  | Festival                                        | Categoría                            | Película             | Resultado |
| ---- | ----------------------------------------------- | ------------------------------------ | -------------------- | --------- |
| 2003 | Festival de Cine de La Habana                   | Mejor Guion                          | Madeinusa            | Ganadora  |
| 2005 | Festival de Sundance                            | Sección Oficial                      | Madeinusa            | Ganadora  |
| 2005 | Festival Internacional de Cine de Róterdam      | FIPRESCI                             | Madeinusa            | Ganadora  |
| 2005 | Festival Internacional de Cine de Mar del Plata | Mejor Película Latinoamericana       | Madeinusa            | Ganadora  |
| 2005 | Festival Internacional de Cine de Mar del Plata | Premio Nielsen Edi                   | Madeinusa            | Ganadora  |
| 2005 | Festival de cine español de Málaga              | Mejor Película latinoamericana       | Madeinusa            | Ganadora  |
| 2006 | Festival de cine de Ceará                       | Mejor Guion                          | Madeinusa            | Ganadora  |
| 2006 | Festival de Lima                                | Mejor Ópera Prima                    | Madeinusa            | Ganadora  |
| 2006 | Festival de Lima                                | Premio CONACINE                      | Madeinusa            | Ganadora  |
| 2007 | Festival Internacional de Cine de Cartagena     | Mejor Película                       | Madeinusa            | Nominada  |
| 2007 | Festival Internacional de Cine de Cartagena     | Mención especial                     | Madeinusa            | Ganadora  |
| 2009 | Festival Internacional de Cine de Berlín        | Oso de Oro                           | La teta asustada     | Ganadora  |
| 2009 | Festival Internacional de Cine de Berlín        | FIPRESCI                             | La teta asustada     | Ganadora  |
| 2009 | Festival Internacional de Cine de Guadalajara   | Mejor película                       | La teta asustada     | Ganadora  |
| 2009 | Asociación de Críticos de Cine de Quebec        | Mejor película                       | La teta asustada     | Ganadora  |
| 2009 | Festival de Lima                                | Mejor Película Peruana               | La teta asustada     | Ganadora  |
| 2009 | Festival de Lima                                | Premio CONACINE                      | La teta asustada     | Ganadora  |
| 2009 | Festival de cine de Bogotá                      | Mejor película                       | La teta asustada     | Ganadora  |
| 2009 | Festival de Cine de La Habana                   | Gran Coral Mejor dirección artística | La teta asustada     | Ganadora  |
| 2009 | Asociación Peruana de Prensa Cinematográfica    | Mejor Largometraje Peruano           | La teta asustada     | Ganadora  |
| 2010 | Premios Goya                                    | Mejor película hispanoamericana      | La teta asustada     | Nominada  |
| 2010 | Premio Ariel                                    | Mejor película Iberoamericana        | La teta asustada     | Nominada  |
| 2010 | Observatorio D´Achtall                          | Excelencia en las artes y cultura    | La teta asustada     | Ganadora  |
| 2012 | Festival Internacional de Cine de Berlín        | Teddy Award al Mejor Cortometraje    | Loxoro               | Ganadora  |
| 2012 | Festival Internacional de Cine de Berlín        | Mejor Cortometraje                   | Loxoro               | Nominada  |
| 2014 | Festival Internacional de Cine de Berlín        | Oso de oro                           | No llores, vuela     | Nominada  |
| 2021 | Festival Internacional de Cine de San Sebastián | Concha de Oro                        | Distancia de rescate | Nominada  |